# Тяхната собствена лига
„Тяхната собствена лига“ (на английски: A League of Their Own) е американска спортна трагикомедия от 1992 г. на режисьора Пени Маршъл, сценарият е на Лауъл Ганц, Бабалу Мандел, и по сюжета на Кели Кандайл и Ким Уилсън. Във филма участват Том Ханкс, Джина Дейвис, Мадона, Лори Пети, Джон Ловиц, Роузи О'Донъл, Дейвид Стратърн, Гари Маршъл и Бил Пулмън.

## Български дублаж
| Озвучаващи артисти  | Таня Димитрова Петя Абаджиева Йорданка Илова Силви Стоицов Ивайло Велчев Светозар Кокаланов |
| Преводач            | Ирина Ценкова                                                                               |
| Тонрежисьор         | Димитър Кукушев                                                                             |
| Режисьор на дублажа | Димитър Кръстев                                                                             |